# Micrurus hippocrepis
Micrurus hippocrepis este o specie de șerpi din genul Micrurus, familia Elapidae, descrisă de Wilhelm Peters în anul 1862. Conform Catalogue of Life specia Micrurus hippocrepis nu are subspecii cunoscute.